# Space Man
Space Man est une série créée par Jack Sparling (dessins) et Ken Fitch (scénario) pour le compte de Dell Comics en 1962.

## Le contexte
La séparation programmée d'avec Western Publishing imposait à Dell de lancer plusieurs séries avant que le divorce ne devienne effectif. C'était une manière de garder un lectorat qui risquait sinon de déserter pour Gold Key.

Par ailleurs depuis le lancement de Spoutnik, le 4 octobre 1957, la course à l'espace opposait les deux super-puissances de l'époque : Les États-Unis et l'Union soviétique. La course à la Lune était donc dans l'air même si elle ne fut annoncée comme objectif officiel par John F. Kennedy que le 12 septembre 1962.

Cette série de pur space opera s'inscrit donc dans ce cadre nationaliste par étoiles interposées.

## Le thème
Ian Stannard est l'un des meilleurs astronautes de l'aéronautique américaine. Sa mission est de partir pour détruire le champ anti-gravitationnel qui empêche tout atterrissage sur la Lune. Il est accompagné dans ce lancement par un élève (cadet) de l'Académie de l'Espace, Johnny Mack. Le fait que cet élève n'ait que 14 ans pourra surprendre le lecteur mais dans la mesure où son père, Hugh Mack, est un astronaute mort  dans l'exercice on peut penser qu'il lui a été fait une fleur.

Bien évidemment la mission sera un succès; commence alors une série d'aventures qui n'ont certes pas révolutionné le genre. La publication fut des plus erratique. Commencée chez Four Color en janvier 1962, la saga se poursuit sous son propre titre en mai 1962 puis en juillet. Ensuite plus rien jusqu'en mars 1963. 

Cette interruption de neuf mois, quasiment après le lancement, n'a pas aidé à installer la série. Elle repart pourtant en mars 1963 pour se terminer un an et 5 numéros plus tard. En fait pas tout à fait car comme un ultime pied de nez deux derniers numéros sortent en 1972 mais ils ne sont constitués que de reprises.

## Publications
Jack Sparling s'est chargé des dessins des huit histoires et 228 planches. Du #4 au #8 la revue est complétée par quatre planches de la série Space Hogs également signée par Sparling.

### Four Color
#1253 janvier 1962

Scénario : Ken Fitch 

1. The Secret of the Moon – 32 planches

### Space Man
#2 mai 1962

2. We have the speed and power if only we can… – 32 planches
#3 juillet 1962
3. Sans titre – 27 planches
#4 mars 1963
4. Ian Stannard, United States space ace… – 27 planches
#5 juin 1963
5. Captives of a Mad Race of Space Creatures – 27 planches
Scénario : Joe Gill
#6 septembre 1963
6. Dimension X – 27 planches
Scénario : Joe Gill
#7 décembre 1963
7. Space Battle – 27 planches
#8 mars 1964
8. The Soulless One – 27 planches
#9 juillet 1972
Reprise du #1253 de Four Color.
#10 octobre 1972
Reprise du #2.